# 許為天
許為天（英語：HUI, Wai Tin），香港教育工作者，宏恩基督教學院學校領導發展中心總監。

## 工作經驗
- 教師：順德聯誼總會胡兆熾中學、樂善堂顧超文中學
- 校長：樂善堂顧超文中學、伊利沙伯中學舊生會中學、香港兆基創意書院
- 2007年至2017年：香港浸會大學教育學系（高級講師 2007-2013，首席講師 2013-2017）
- 2017年至2021年：香港教育大學教育政策與領導學系客座首席講師
- 2021年至今：宏恩基督教學院學校領導發展中心總監（義務性質）

## 教育及青年事務的參與
- 2021年至今：香港教育領導協會副主席
- 2021年至今：香港華羅庚金杯少年數學邀請賽協會副主席
- 2010年至今：學校領導課程同學會顧問
- 1984年至今：信報教育專欄作者
- 2011年至今：香港青年旅舍執行委員會成員
- 2005年至今：香港青年旅舍推廣委員會成員
- 1994年至2022年：「教育評議會」執委（1998年-2000年；2004年-2012年副主席）
- 2004年至2013年：香港青年獎勵計劃學校執行支部委員

## 教育
- 中學：伊利沙伯中學
- 學士：香港中文大學崇基學院（理學士：甲級榮譽；主修：數學、副修：物理、電子計算）
- 教育文憑：香港大學教育學院（教育文憑；主修：數學；副修：綜合科學）
- 碩士：香港中文大學研究院（文學（教育）碩士；研究範圍：教育行政）
- 博士：英國布里斯托大學（教育博士；研究範圍：教育政策）[1]

## 著作
- 1992年7月：《教育 – 一個偉大的希望》廣角鏡出版社
- 1997年10月：《香港數學課程改革之路》（其中兩篇）香港數學教育學會
- 1998年4月：《香港特區教育評論與展望》（其中四篇）當代文化出版社
- 2001年12月：《世紀交接間的香港教育》當代文化出版社
- 2013年10月：由轉型領導到學校文化的經營—分析一位香港中學「空降」校長的成功。
  - 《全球教育論壇  教育制度及政策論文集》(頁207-225)。台灣新北市：國家教育研究
- 2014年1月：《「教育眼」回顧與展望文集》（其中六篇）進一步多媒體有限公司
- 2014年11月：《伊利沙伯•香港 – 我校我城》（其中一篇）匯智出版有限公司
- 2022年：《國以民本 - 香港中小學國民教育理論與實踐》（其中兩篇）時信出版有限公司

## 獎項
- 2002年12月：海華教育基金「海華師鐸獎」
- 2016年1月：香港浸會大學社會科學院傑出學術服務獎 2015/16

## 外部連結
- 許Sir 有話說 Youtube 頻道
- 許為天網誌
- 許為天網誌 （页面存档备份，存于）